# Liolaemus vallecurensis
Liolaemus vallecurensis — вид ігуаноподібних ящірок родини Liolaemidae. Ендемік Аргентини.

## Поширення і екологія
Liolaemus vallecurensis відомі з типової місцевості, розташованої в районі Вальє-дель-Кури в горах Кордильєра-дель-Колангуїл, що в департаменті Іглесія в провінції Сан-Хуан. Вони живуть на кам'янистих пустищах. Зустрічаються на висоті від 3600 до 4100 м над рівнем моря. Є всеїдними і живородними.

## Збереження
МСОП класифікує стан збереження цього виду як близький до загрозливого. Liolaemus vallecurensis загрожує знищення природного середовища.